# Streitkräftebasis
Streitkräftebasis (svenska: basorganisationen, SKB) är en av sex militära organisationsområden inom Bundeswehr. Den är Bundeswehrs tjänsteleverantör och stöder andra områden som armén, flygvapnet och marinen i deras uppgifter. Med sina kärnkompetenser som logistik, CBRN-försvar, utbildning och militärpolis är den en central del av Bundeswehrs verksamhet. Förutom sin roll som tjänsteleverantör är Streitkräftebasis också efterfrågad när det gäller katastrofhjälp särskilt i Tyskland. SKB:s inspektör är Generalleutnant Martin Schelleis.

## Historia
År 2000 togs basorganisationen i bruk som ett nytt organisationsområde för Bundeswehr i Köln. Med 80 000 soldater och civilanställda var det en bas för de väpnade styrkorna som ett gemensamt samarbete mellan armén, flygvapnet och marinen. En stor del av de gemensamma kompetenser som krävdes för utplacering och grundläggande operationer, inklusive logistik, CBRN-försvar och militärpolis, samlades i organisationen. För ledning och styrning stod till en början basorganisationen under ledning av basorganisationens stödkommando (Streitkräfteunterstützungskommando, SKUKdo) i Köln och basorganisationens kontor (Streitkräfteamt, SKA) i Bonn. Som befälsmyndighet ledde SKUKdo de militära områdeskommandona I-IV samt styrkorna och anläggningarna med direkt operativ betydelse: logistik, ledningsstöd, elektronisk krigföring, operativ information, militärpolisen, sprängämnesbortskaffande samt uppbyggnad och drift av fältläger. SKA ansvarade i första hand för utbildning. Det omfattade skolor, akademier, universitet och kontor med särskilda uppgifter.
I samband med den omorganisation av Bundeswehr som inleddes 2011 omstrukturerades också basorganisationen. I och med detta minskade antalet aktiva soldater med mer än hälften till 38 750. I samband med inrättandet av ett nytt befäl tog basorganisationen kommando, med huvudkontor i Bonn, sin verksamhet i gång den 1 oktober 2012. De tre kommandona med särskild kompetens, det vill säga Bundeswehrs logistikkommando (Logistikkommando der Bundeswehr) i Erfurt, ledningsstödkommandot (Führungsunterstützungskommando der Bundeswehr) i Bonn och kommandot för strategisk spaning (Kommando Strategische Aufklärung) i Grafschaft-Gelsdorf, samt kommandot för territoriella uppgifter (Kommando Territoriale Aufgaben) i Berlin, blev kärnan i en ny bas för de väpnade styrkorna. Under 2017 genomgick Försvarsmaktsbasen ytterligare en omstrukturering genom inrättandet av det militära organisationsområdet cyber- och informationsrymden (Cyber- und Informationsraum, CIR). Den 1 juli 2017 överfördes Bundeswehrs informationstekniska kommando (Kommando Informationstechnik der Bundesweh'), det strategiska spaningskommandot (Kommando Strategische Aufklärung) och det operativa kommunikationscentret (Zentrum Operative Kommunikation) till den nya organisationsenheten CIR.
Till följd av Rysslands invasion av Ukraina 2022, covid-19-pandemin och översvämningskatastrofen i Rheinland-Pfalz och Nordrhein-Westfalen inrättades det nya befälet Territoriales Führungskommando (territorialkommandot) inom Bundeswehr den 1 oktober 2023. Territorialkommandot tog över en del av basorganisationens uppgiftsområden.

## Uppgifter
Streitkräftebasis är Bundeswehrs tjänsteleverantör och stöder andra delar som armén, flygvapnet och marinen i deras uppgifter. Med sina kärnkompetenser som logistik, CBRN-försvar, utbildning och militärpolis är den en central del av Bundeswehrs utveckling.
- Leder EU- och Nato-insatser och större övningar
- Förser Bundeswehr med material, reservdelar, boende och t.ex. bränsle eller ammunition i internationella insatser och i Tyskland

## Organisation

### Personal
I basorganisationen arbetar totalt cirka 22 800 personer. Andelen kvinnor är cirka 2 600.

### Struktur
- Kommando Streitkräftebasis (Bonn)
  -  Logistikkommando der Bundeswehr (Erfurt)
    -  Logistikbataillon 161 (Delmenhorst)
    -   Logistikbataillon 163 (Delmenhorst)
    -   Logistikbataillon 171 (Burg)
    -  Logistikbataillon 172 (Beelitz)
    -  Logistikbataillon 461 (Walldürn)
    -  Logistikbataillon 467 (Volkach)
    -  Logistikbataillon 472 (Kümmersbruck)
    -  Logistikregiment 1 (Burg)
    -  Logistikschule der Bundeswehr (Osterholz-Scharmbeck)
    -  Logistikzentrum der Bundeswehr (Wilhelmshaven)
    -  Spezialpionierregiment 164 (Husum)
    -  Zentrum Kraftfahrwesen der Bundeswehr (Mönchengladbach)

  -  Streitkräfteamt (Bonn)
    -  Bundeswehrkommando USA und Kanada (Reston)
    -  Dienstältester Deutscher Offizier/Deutscher Anteil NATO School Oberammergau (Oberammergau)
    - Deutsche Delegation Niederlande (Brunssum
    - Fachinformationsunterstützung der Bundeswehr
    -  George C. Marshall Center (Garmisch-Partenkirchen)
    -  Integriertes Fach- und Ausbilderzentrum Standard-Anwendungs-Software-Produkt-Familien Bundeswehr (Aachen)
    -  Schule für Diensthundewesen der Bundeswehr (Ulmen)
    -  Sportschule der Bundeswehr (Warendorf)
    -  Zentrum Informationsarbeit Bundeswehr (Strausberg)
    -  Zentrum Militärmusik der Bundeswehr (Bonn)
    -  Zentrum für Verifikationsaufgaben der Bundeswehr  (Geilenkirchen)

  -  Kommando Feldjäger der Bundeswehr (Hannover)
    -  Feldjägerregiment 1 (Berlin)
    -  Feldjägerregiment 2 (Hilden)
    -  Feldjägerregiment 3 (München)
    -  Schule für Feldjäger und Stabsdienst der Bundeswehr (Hannover)

  -  Atomar, Biologisch, Chemisch-Abwehrkommando der Bundeswehr (Bruchsal)
    -  ABC-Abwehrbataillon 7 (Höxter)
    -  ABC-Abwehrbataillon 750 (Bruchsal)
    -  ABC-Abwehrregiment 1 (Strausberg)
    -  Schule ABC-Abwehr und Gesetzliche Schutzaufgaben (Sonthofen)

  -  Bundesakademie für Sicherheitspolitik (Berlin)

## Utrustning

### Fordon
| Fordon                          | Ursprung | Typ                  | Variant                    | Aktiva |
| ------------------------------- | -------- | -------------------- | -------------------------- | ------ |
| Dingo                           | Tyskland | Patrullfordon        |                            |        |
| BMW R 1200                      | Tyskland |                      | RT                         | 148    |
| Büffel                          | Tyskland | Bärgningsfordon      |                            |        |
| Duro                            | Schweiz  | Terrängfordon        | 3 YAK                      |        |
| Mungo                           | Tyskland | Terrängfordon        |                            |        |
| Geschütztes Berge-/Kranfahrzeug | Tyskland | Bärgningsfordon      |                            |        |
| Iveco Eurotrakker               | Tyskland | CBRN-försvar         | Truppenentgiftungsplatz 90 |        |
| MAN gl                          | Tyskland | Lastbil              |                            |        |
| Mercedes-Benz Actros            | Tyskland | Fältarbetsfordon     | Bison                      |        |
| Mercedes-Benz Unimog            | Tyskland | Lastbil              | mil gl                     |        |
| Mercedes-Benz G-klass           | Tyskland | Militärpolisbil      | G270 CDI250 GDEnok         |        |
| Eagle                           | Schweiz  | Terrängfordon        | Eagle IV Eagle V           |        |
| Steinbock FUG 2,5t Y4           | Tyskland | Fältarbetsfordon     |                            |        |
| Fuchs                           | Tyskland | Trupptransportfordon | 1A8A7 ABC                  |        |
| Yamaha Grizzly 450              | Japan    | EPS                  |                            |        |